# Maieta poeppigii
Maieta poeppigii är en tvåhjärtbladig växtart som beskrevs av Carl Friedrich Philipp von Martius och Célestin Alfred Cogniaux. Maieta poeppigii ingår i släktet Maieta och familjen Melastomataceae. Inga underarter finns listade i Catalogue of Life.